# Йозеф Сикора
Йозеф Сикора, чеськ. Josef Sýkora, рос. Иосиф Иосифович Сикора, пол. Józef Sýkora (*28 січня 1870, м. Хрудім, Австро-Угорська імперія, нині Чехія або Харків, Російська імперія, нині Україна — †23 лютого 1944, м. Бенешов, Чехословаччина, нині Чехія, похований у смт. Ондржейов, Чехословаччина, нині Чехія — український, російський та чеський астроном, геодезист, сейсмолог, полярний дослідник, педагог, доктор (1902), професор, надвірний радник.

## Життєпис
До України, що входила до складу Російської імперії прибув з батьками в 70-х рр. 19 століття. Російське громадянство набув у 1893 р.
Закінчив 3-ю Харківську класичну гімназію (1888) і Імператорський Харківський університет (1892). Учень відомого російського астронома Г. Левицького (*1852-†1918).
Працював викладачем кафедри астрономії Імператорського Харківського університету і спостерігачем в його астрономічній обсерваторії (1892–1897), де фотографував плями і протуберанці на Сонці, та взяв участь в експедиції Російського астрономічного товариства по спостереженню повного сонячного затемнення у Фінляндії 28 липня (9 серпня) 1896 року. Потім як стипендіат російського Міністерства освіти працював в астрономічній обсерваторії у Юр'єві (також Дерпт, нині Тарту) в Естонії (1897–1899). Відтак як астроном-геодезист брав участь в Російсько-шведській градусній експедиції на архіпелаг Шпіцберген (1899–1901). Там під час зимівлі 1899–1900 рр. одержав за допомогою малої світлосильної фотокамери з об'єктивом «Carl Zeiss Planar T * 110 mm F 3,6» і спектрографа фірми «Otto Toepfer & Sohn» одні з перших у світі фотографій і спектрів полярних сяйв, окремі лінії яких правильно інтерпретував як лінії азоту. При цьому встановив зв'язок сяйв з магнітними збуреннями. Після повернення знову працював у Юр'єві, де зробив перші фотографії метеорів (1901). Потім фотографував полярні сяйва на Кольському півострові (1901–1905) та захистив докторську дисертацію в Тартуському університеті (1902). Відтак працював в Ташкентській обсерваторії (1905–1911) і завідувачем вечірніх курсів при Ташкентській жіночій гімназії (нині Узбекистан). У Ташкенті фотографував сонячні плями, метеори і комети, зокрема, 11 серпня 1909 р. одержав перший знімок одного метеору із трьох пунктів та фотографії комет Даніеля (C/1907 L2), Морхауза (C/1908 R1), Великої січневої комети 1910 р. (C/1910 A1) і комети Галлея 1910 р. (1P/Halley), спостерігав проходження планети Меркурій (1907 р.) і комети Галлея (1910 р.) перед диском Сонця та оптичні явища, викликані Тунгуською подією 1908 року, проводив сейсмічні дослідження, досліджував залишки астрономічної обсерваторії всесвітньо відомого узбецького астронома Мухаммеда Тарагая Улугбека (*1394-†1449) в Самарканді тощо. В обсерваторії у нього проходив літню практику після першого курсу студент ФМФ Імператорського Харківського університету В. Г. Фесенков (1889-1972), майбутній астроном, академік АН СРСР, з яким, наприклад, в ніч з 30 червня на 1 липня 1908 року спостерігав інтенсивне «рівномірне свинцево-бліде» світіння неба, викликане Тунгуською подією.

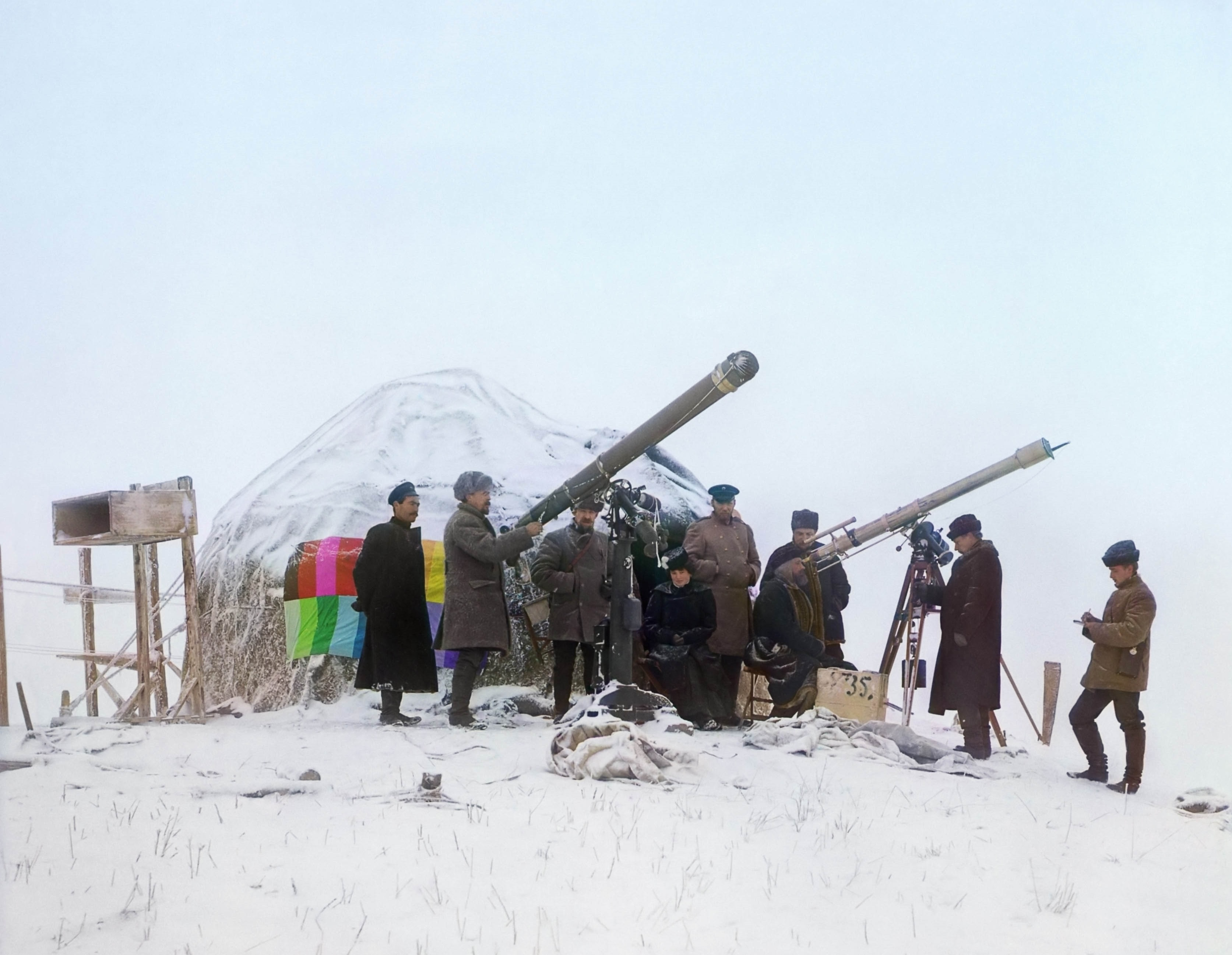
Спостереження сонячного затемнення коло станції Черняєво 1 січня 1907 року співробітниками Ташкентської обсерваторії. Другий зліва біля рефрактора ймовірно Йозеф Сикора

Був також професором фізики і інспектором гімназії у Шяуляї в Литві (1911–1912), директором прогімназії в Сандомирі (1912–1913) та Мануфактурно-Промислового училища у Лодзі (1913–1917) в Польщі. Літом 1913 р. організував успішну екскурсійну поїздку 25-ти учнів Варшавського шкільного округу в Сибір і Японію. Через події Першої світової війни Мануфактурно-промислове училище було евакуйовано з Лодзі в Іваново-Вознесеньськ і там реорганізовано в політехнічне училище (1917–1918), яким також керував. Згодом викладав в Іваново-Вознесеньському політехнічному інституті (1918) і на кафедрі астрономії і геодезії Пермського університету (1919). На початку 1920 р. працював фізиком-сейсмологом Єкатеринбурзької магніто-метеорологічної обсерваторії, а потім викладав на кафедрі астрономії Харківського університету (1920–1921).
У вересні 1921 року реемігрував в Чехословаччину, де вже 13 квітня 1922 року одержав т.з. домовське право у рідному Хрудімі, а в грудні того ж року громадянство. Працював у відділеннях Чехословацької державної астрономічної обсерваторії Клементінум в Празі (від 1 червня 1922 р.), Стара-Дяла (1922; нині Гурбаново в Словацькій Республіці) і Ондржейов (від 1923 р.), де продовжив фотографування метеорів, перший знімок яких одержав 9 серпня 1925 р., вивчав Сонце, організував самостійну експедицію по спостереженню у Фінляндії повного сонячного затемнення 29 червня 1927, викладав в Російському інституті у Празі. Серед його учнів був у 1921–1924 рр. колишній студент астрономічного відділення Харківського університету (1917–1919), згодом майбутній відомий американський астрофізик М. Бобровников (*1896-†1988).
Був членом Чеського астрономічного товариства і ініціатором заснування при ньому метеорної секції, а також членом комісії № 22 «Метеори, метеорити та міжпланетний пил» Міжнародного астрономічного союзу (1928–1934).
Мешкав в Обешловій віллі (Фрічова вул., № 146) в Ондржейові. Помер в лікарні м. Бенешова, похований в Ондржейові на місцевому кладовищі (могила № 228).

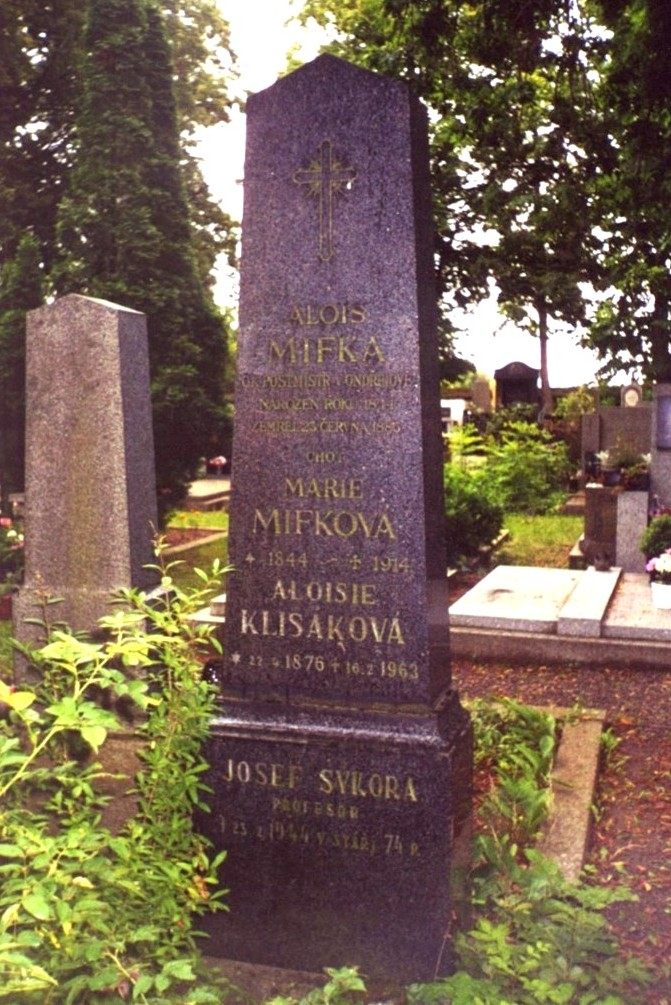
Могила № 228 на кладовищі в смт. Ондржейов, в якій похований російський і чеський астроном Йозеф Сикора (1870—1944)

Автор і співавтор більше 80-ти наукових праць, в тому числі ефемерид, результатів спостережень, методичних вказівок і доповідей, які були опубліковані в авторитетних російських, чеських і іноземних наукових часописах або вийшли окремими виданнями. Видавав в Чехословаччині також свої фотографії астрономічних об'єктів на листівках, напр. комети Морхауза, яку сфотографував ще 14 листопада 1908 р. в Ташкенті. Крім наукових праць писав науково-популярні статті і повідомлення для чеських газет, які також ілюстрував своїми фотографіями астрономічних об'єктів. Він один з перекладачів на чеську мову книги російського астрофізика-емігранта в Празі, колишнього професора Московського університету В. В. Стратонова (*1869-†1932) «Astronomie» (Прага, 1927. 639 с.).
Деякі свої публікації Й. Сикора надсилав Чеській Імператора Франтішка-Йозефа Академії наук, словесності і мистецтв (ЧАНСМ). Про що свідчить лист-відповідь ЧАНСМ від 10.03.1899 р., адресований Й. Сикорі у м. Харків, з подякою за заслання публікацій «Beobachtungen von Sonnenflecken und Protuberanzen in den Jahre 1897 und Vertheilung derselben nach Breite und Lange» і «Les protubérances solaires observées en 1897 à l'observatoire de Charkow». Лист підписав голова академії Йозеф Главка (*1831-†1908), видатний чеський архітектор і меценат, добре відомий і в Україні.

## У пам'яті нащадків
За видатний вклад у дослідження Шпіцбергена його іменем було ще у 1901 р. названо льодовик «Сикора», норв. «Sykorabreen», довжиною 6,7 км на східному узбережжі Землі Серкапп, що на півдні острова Західний Шпіцберген (архіпелаг Шпіцберген, Норвегія) і невеликий острів «Сикора» (група островів Літке, архипелаг Норденшельда, Карське море, Російська Федерація).
Про наукові здобутки вченого згадують російські енциклопедії «Энциклопедический словарь Брокгауза и Ефрона» і «Большая советская энциклопедия» (2 вид.). Більш детально про них пишеться в наукових працях відомих російських, українських, естонських і чеських астрономів С. Глазенапа (*1848-†1937), М. М. Євдокимова (*1868-†1941), О. С. Васільєва (*1868-†1947), О. Ганського (*1870-†1908), Б. П. Остащенко-Кудрявцева (*1876-†1956), В. Г. Фесенкова, Б. А. Воронцова-Вельяминова (*1904-†1994), І. Астаповича (*1908-†1976), Ґ. А. Желніна (*1910-†1985), В. А. Бронштена (*1918-†2004) та інших. Інтерес до наукової спадщини вченого не зникає і в наш час. Недарма згадав про його наукові здобутки сучасний чеський астроном Їржі Ґриґар в книзі «Co daly naše země Evropě a lidstvu» (Прага, 2000). У Російській Федерації досліджують результати фотографування полярних сяйв Й. Сикорою співробітники Полярного геофізичного інституту Кольського наукового центру Російської Академії Наук (м. Мурманськ). В незалежній Україні згадала про свого випускника і співробітника його alma mater — Харківський університет. Про це свідчить книга «200 лет астрономии в Харьковском университете» (Харьков, 2008).

## Інтернет-посилання
- Архив Российской академии наук. Фонд 543 — Личный архив Н. А. Морозова, Опись 4, Дело № 1696 — Сикора Иосиф. Астроном, профессор [Архівовано 23 листопада 2015 у Wayback Machine.]
- Бронштэн В. А. Метеоры, метеориты, метеороиды. — Москва: Наука, 1987. — 173 с. [Архівовано 27 травня 2009 у Wayback Machine.]
- WSCHODNIE WYBRZEŻE SPITSBERGENU — lodowce Hambergbreen i Sykorabreen[недоступне посилання з квітня 2019]
- GÅSHAMNA (76° 57' N 15° 52' Ø) / Bjørn Fossli Johansen (red.), Jørn Henriksen, Øystein Overrein, Kristin Prestvold; The Norwegian Polar Institute [Архівовано 21 березня 2013 у Wayback Machine.]
- GRYGAR J. Česká astronomie a astrofyzika ve XX. století. — В кн.: CO DALY NAŠE ZEMĚ EVROPĚ A LIDSTVU. — III. část. — Praha: Evropský literární klub, 2000. — S. 328—342 [Архівовано 19 березня 2012 у Wayback Machine.]
- 200 лет астрономии в Харьковском университете / Под ред. проф. Ю. Г. Шкуратова. — Харьков: ХНУ им. В. Н. Каразина, 2008. — 632 с. — [Архівовано 11 грудня 2014 у Wayback Machine.] ISBN 978-966-623-473-8
- http://www.nbuv.gov.ua/portal/natural/sdgn/2012_2/04.pdf [Архівовано 25 липня 2020 у Wayback Machine.]
- ŽELNIN G. Tartu observatoorium 1805—1948. — Tartu: Observatoriumi Virtuaalne Muuseum, 2004. — 91 s. [Архівовано 7 лютого 2012 у Wayback Machine.]
- Знак «Градусные измерения на о. Шпицберген»
- Сикора Иосиф Иосифович / Астрономы: Биографический справочник
- Сикора Иосиф Иосифович / Полярная почта [Архівовано 29 жовтня 2013 у Wayback Machine.]
- http://www.ann-geophys.net/26/1127/2008/angeo-26-1127-2008.pdf [Архівовано 5 березня 2016 у Wayback Machine.]
- http://www.kosmofizika.ru/pdf1/sikora.pdf [Архівовано 29 квітня 2016 у Wayback Machine.]